# Теорема Рауса
Теорема Рауса визначає відношення між площами даного трикутника і трикутника, утвореного трьома попарно перетинними чевіанами. Теорема стверджує, що якщо в трикутнику {\displaystyle ABC} точки {\displaystyle D}, {\displaystyle E} і {\displaystyle F} лежать на сторонах {\displaystyle BC}, {\displaystyle CA} і {\displaystyle AB} відповідно, то, якщо позначити {\displaystyle {\tfrac {CD}{BD}}}{\displaystyle =x}, {\displaystyle {\tfrac {AE}{CE}}}{\displaystyle =y} і {\displaystyle {\tfrac {BF}{AF}}}{\displaystyle =z}, орієнтована площа трикутника, утвореного чевіанами {\displaystyle AD}, {\displaystyle BE} і {\displaystyle CF} відносно площі трикутника {\displaystyle ABC} виражається співвідношенням
{\displaystyle {\frac {(xyz-1)^{2}}{(xy+y+1)(yz+z+1)(zx+x+1)}}}
Теорему довів Едвард Раус на 82 сторінці його Treatise on Analytical Statics with Numerous Examples 1896 року. В окремому випадку, {\displaystyle x=y=z=2} теорема перетворюється на відому теорему про одну сьому площі трикутника. В разі {\displaystyle x=y=z=1} медіани перетинаються в центроїді.

## Доведення
Нехай площа трикутника {\displaystyle ABC} дорівнює {\displaystyle 1}. Для трикутника {\displaystyle ABD} і лінії {\displaystyle FRC}, за теоремою Менелая, отримаємо:
{\displaystyle {\frac {AF}{FB}}\times {\frac {BC}{CD}}\times {\frac {DR}{RA}}=1}
Тоді {\displaystyle {\frac {DR}{RA}}={\frac {BF}{FA}}\times {\frac {DC}{CB}}={\frac {zx}{x+1}}}. Тому площа трикутника {\displaystyle ARC} дорівнює
{\displaystyle S_{ARC}={\frac {AR}{AD}}S_{ADC}={\frac {AR}{AD}}\times {\frac {DC}{BC}}S_{ABC}={\frac {x}{zx+x+1}}}
Аналогічно, отримуємо: {\displaystyle S_{BPA}={\frac {y}{xy+y+1}}} і {\displaystyle S_{CQB}={\frac {z}{yz+z+1}}}.
Таким чином, площа трикутника {\displaystyle PQR} дорівнює:
{\displaystyle \displaystyle S_{PQR}=S_{ABC}-S_{ARC}-S_{BPA}-S_{CQB}}
{\displaystyle =1-{\frac {x}{zx+x+1}}-{\frac {y}{xy+y+1}}-{\frac {z}{yz+z+1}}}
{\displaystyle ={\frac {(xyz-1)^{2}}{(xz+x+1)(yx+y+1)(zy+z+1)}}.}